# Категория (философия)
Катего́рия в филосо́фии (от др.-греч. κατηγορία — «высказывание, обвинение, признак») — предельно общее понятие, выражающее наиболее существенные отношения действительности. Изучение категорий заключается в определении наиболее фундаментальных и широких классов сущностей.

## Этимология
В древнегреческом языке κατηγορία буквально — «обвинение», от κατα- — приставка, обозначающая противодействие, и ἀγορεύω — «выступаю с речью (на собрании)», от ἀγορά — «народное собрание». Изначальный смысл «обвинения» ослаблен Аристотелем до «утверждения», «высказывания». Именно в этом, втором смысле Аристотель применил слово κατηγορία по отношению к 10 наиболее общим характеристикам (признакам) вещей.
Латиняне (например, Августин и Боэций) переводили Аристотелево слово κατηγορία неологизмом praedicamentum (от praedico — объявлять во всеуслышание; реже — именовать, называть). В Средние века и в эпоху Ренессанса наряду с praedicamentum использовалась прямая транслитерация с греческого — categoria.
В английском языке выражение «категорический императив» (categorical imperative) из философии И. Канта впервые употреблено в 1827 году.

## История развития
Понятие категории (логической категории) развивалось в процессе становления философии как науки.

### Категории у Аристотеля
Было введено Аристотелем. Аристотель разумеет под категориями наиболее общие понятия, служащие предикатами, выводит их из грамматических форм и насчитывает их 10: «сущность» (или «субстанция») (др.-греч. οὐσία), «количество» (др.-греч. ποσόν), «качество» (др.-греч. ποιότης), «отношение» (τὸ πρός τί), «пространство» (τὸ που), «время» (τὸ πότε), «состояние» (τὸ κεῖσθαι), «действие» (τὸ ποιεῖν), «обладание» (τὸ ἔχειν) и «претерпевание» (τὸ πάσχειν).

### Категории в средние века
Порфирий написал «Введение» к «Категориям» Аристотеля.
Также комментарии, как к «Категориям» Аристотеля, так и к «Введению» Порфирия, написал Боэций.
В связи с первой категорией (точнее, существования второй сущности — бытия видов и родов) в X в. начинается спор об универсалиях.
Раймунд Лулльский (1234—1315) пытался перечислить принципы или самые общие понятия и самые общие отношения мышления к предметам. Эти принципы он располагал в виде табличек, причём из различных комбинаций принципов должны были получаться всевозможные новые точки зрения. Таким образом его категории должны были служить своего рода логикой открытий.

### Категории у Канта
По версии Канта, мир ощущений является полным хаосом, нагромождением беспорядочных чувств и событий. Нужно навести в этом хаосе порядок. Этот мир преобразуется при помощи априорных форм чувственности, какими являются время и пространство. Время и пространство не существуют в реальном мире, а являются формами нашего восприятия, организующими изначальный привходящий в восприятие хаос. Они существуют без опыта и вне опыта в том смысле, что присущи нашему чувственному восприятию как таковому, наличие восприятия само по себе предполагает существование в нем механизмов упорядочивания ощущений в пространственном и временном измерениях. Наложение связей в мире феноменов находится при помощи категорий рассудка. При помощи этих связей познающий превращает хаос в порядок и закономерный движущийся мир. Кант выделяет следующие категории рассудка:
1. Категории количества
  1. Единство
  2. Множество
  3. Цельность
2. Категории качества
  1. Реальность
  2. Отрицание
  3. Ограничение
3. Отношения
  1. Присущность и самостоятельное существование (substantia et accidens)
  2. Причинность и зависимость (причина и действие)
  3. Общение (взаимодействие между действующим и подвергающимся действию)
4. Категории модальности
  1. Возможность и невозможность
  2. Существование и несуществование
  3. Необходимость и случайность

Учение Канта представляет тот же недостаток, что и Аристотелево. Кант не выводит категории — формы рассудка — из деятельности рассудка, а берёт их из готовых суждений; случайный характер категорий и недостаток выведения — вот упрёки, которые делает Канту Фихте. Нужно вывести все категории из высшего их основания — из единства сознания. Задачу эту полнее, чем Фихте, решил в своей логике Гегель.

### Категории у Гегеля
Под К. Гегель разумеет то же, что и Кант, только решительнее придаёт им метафизический характер. Средством выведения категорий служит диалектический метод. Началом процесса образования категорий является самое отвлечённое, бедное по содержанию понятие бытия, из которого получаются сначала категории качества, потом количества и т. п.

### Современное состояние
Ниже приведены различные определения этого термина, существующие в настоящее время.
- Категория — любое понятие, которое является «предельно общим» или близким к нему; понятие, обладающее большой мощностью (объёмом).
- В диалектической логике под категорией (логической категорией) понимается понятие, отражающее последовательную стадию становления любого конкретного целого (соответственно процесса его духовно-теоретической репродукции).
- В метафизике категориями бытия или просто категориями называются различные способы бытия.
- Одна из наиболее абстрактных областей современной математики — теория категорий — использует в качестве базовых термин «категория». Утверждается, что данный термин был применён её авторами в связи с терминологией Иммануила Канта ([3])

## Применение в исследовании (примеры)
По отношению к категориям в современной науке и в философии сформировались несколько подходов.
Категории есть наиболее общие понятия, как правило, не поддающиеся определению в рамках одной теории, а часто и в целом научном направлении, дисциплине.
| Структура (организация) | Цель (вектор)        | Эффективность (результат) |
| Схема (технология)      | (предметная область) | Свойства (особенности)    |
| Процессы                | Масштаб (размер)     | Множество (элементы)      |

Категории служат составными элементами для категориальных схем (КС), определяющих процедуры мышления, также каждая из категорий за счет возможностей дешифровки сама есть носитель процедурного момента, тогда как КС выступает рабочей программой.
Категории используются в задачах систематизации знания и познавательного процесса, где они играют роль обозначений для рубрик. Наряду с этими определениями категории воспринимаются как метаязыковые образования, к которым относят дефиниции классов понятий.
Категории есть особые когнитивные единицы, обеспечивающие процессы переноса знаний (Knowledge Transfer) в многодисциплинарных исследованиях (МИ).
Категории фиксируют классы знания, этапы и факторы познавательного процесса, поэтому они входят в систему управления знаниями.
Категории позволяют связать любое знание с философией и, наоборот, осуществить переход от неё ко всякой конкретной области знания.
Вместе с тем, несмотря на значительный интерес к категориям, их применение в современном естествознании осуществляется в основном на уровне интуиции.